# Datnioides campbelli
Datnioides campbelli es una especie de pez perteneciente a la familia de los peces tigre, se distribuye en Asia y Oceanía: restringida al Golfo de Papúa en drenajes y aguas costeras de Nueva Guinea.

## Taxonomía y descripción
Es un pez de agua dulce, de clima tropical.
Tiene 24  vértebras.
Tiene menos branquispinas que cualquier otro pez tigre. Escamas en serie lateral 42-43, en series transversales 8-12/1/18-20. Primer arco branquial con 15-17 espinas (vs. 18-21 en D. microlepis y 20-23 en D. quadrifasciatus). Las vértebras 11 = 13 (vs. 10 = 14 en todos los Datnioides los radios de la aleta anal ramificada por lo general 10;. Radios ramificados dorsal 14-15.